# Јуматила (Орегон)
Јуматила (енгл. Umatilla) град је у америчкој савезној држави Орегон.

## Демографија
По попису из 2010. године број становника је 6.906, што је 1.928 (38,7%) становника више него 2000. године.
| Група             | 2000.         | 2010.         |
| Белци             | 3.113 (62,5%) | 3.604 (52,2%) |
| Афроамериканци    | 134 (2,7%)    | 162 (2,3%)    |
| Азијати           | 19 (0,4%)     | 40 (0,6%)     |
| Хиспаноамериканци | 1.622 (32,6%) | 2.976 (43,1%) |
| Укупно            | 4.978         | 6.906         |